# Hemitripterus bolini
Hemitripterus bolini är en fiskart som först beskrevs av Myers, 1934.  Hemitripterus bolini ingår i släktet Hemitripterus och familjen Hemitripteridae. Inga underarter finns listade i Catalogue of Life.